# إستر ماري بابر
إستر ماري بابر (بالإنجليزية: Esther Mary Baber)‏ هي مديرة مدرسة نيوزيلندية، ولدت في 21 مارس 1871، وتوفيت في 19 نوفمبر 1956.